# 藤尾厚弥
藤尾 厚弥（ふじお あつや、1994年8月31日 - ）は、日本の俳優。鳥取県出身。

## 人物
日本大学芸術学部 演劇学科卒業。実家は空手道場。5人兄弟の末っ子。
高校在学中、地元鳥取を拠点に活動する劇団「鳥の劇場」が主催する鳥の演劇祭に出演。その後、上京し日本大学芸術学部演劇学科演技コースに入学。卒業後は俳優として舞台を主に活動をはじめる。自身でも脚本を執筆し、またライブペイントやフライヤー、デザイン制作など、活動を多岐に広げる。コロナ禍を経て、これまでの人生を振り返り、仲間と出会いに感謝し、スタニスラフスキーの精神の下、活動を再開する。
準中型自動車免許所持。
特技は絵画。フライヤーデザイン制作。空手道。

## 出演

### 舞台
- DULL-COLORED POP第25回「岸田國士戦争劇集」（2022年7月 - アトリエ春風舎）
- Pカンパニー第35回公演「5月35日」（2022年4月 - 東京芸術劇場シアターウエスト）
- 劇団俳優難民組合第2回公演「いかけしごむ」|2022.04|　下北沢スターダスト
- 劇団俳優難民組合旗揚げ公演「*絢爛とか爛漫とか」|2021.12|　王子小劇場
- ヌエゾン第一回公演「愛の門」 (作 演出ふじおあつや)|2020.12| 下北沢OFFOFFシアター（配信監督：*堤幸彦）
- 「二十世紀少年少女読本2020」 （作 演出 *鄭義信）|2020.06| 浅草 九劇
- シアターコクーンオンレパートリー2020 「*泣くロミオと怒るジュリエット」 （作 演出 鄭義信）|2020.02| *Bunkamuraシアターコクーン
- 劇団唐組第63回公演「ジャガーの眼」(作 唐十郎 演出 久保井研)|2019.04|花園神社 他
- 晩餐ヒロックス7thStage「ダイコウシン」（作 演出 渡部寛隆）|2018.09|シアターグリーンBox in Box
- 日本大学芸術学部卒業公演「書を捨てよ、町へ出よう‘16」|2016.12|日本大学芸術部中ホール

他、多数。

### 映画
- 「PARALLEL」（監督 田中大貴|2021|田辺弁慶映画祭映画.com賞。ゆうばり国際ファンタスティック映画祭グランプリ。フィルミネーション賞受賞。）
- 「FILAMENT」(監督　田中大貴)|2017|
- 「陽光」(監督　久保田大介) 主演。アジア学生映画祭銀賞|2017|

### テレビドラマ
- ちゃんぽん食べたか（2015年5月 - 8月、NHK）
- ゆとりですがなにか（2016年4月 - 6月、日本テレビ）
- Missデビル 人事の悪魔・椿眞子（2018年4月14日 - 6月16日、日本テレビ）

### Web配信ドラマ
- 全裸監督（2019年8月、Netflix）

### CM
- Softbank ホークス「いい買物の日篇」（2015年）